# Tome, New Mexico
Tome är en ort i Valencia County i delstaten New Mexico, USA.